# Clase Trafalgar (acorazado)
Los dos acorazados de la clase Trafalgar de la Marina Real Británica eran buques de guerra acorazados de finales del siglo XIX. Ambos recibieron su nombre de las batallas navales ganadas por los británicos durante las Guerras Napoleónicas bajo el mando del almirante inglés Horacio Nelson. Los dos barcos se llamaron HMS Nile y HMS Trafalgar.

## Unidades
- HMS Trafalgar: entró en servicio en 1891. Desguazado en 1912.
- HMS Nile: entró en servicio en 1890. Desguazado en 1912.